# Russell Ferrante

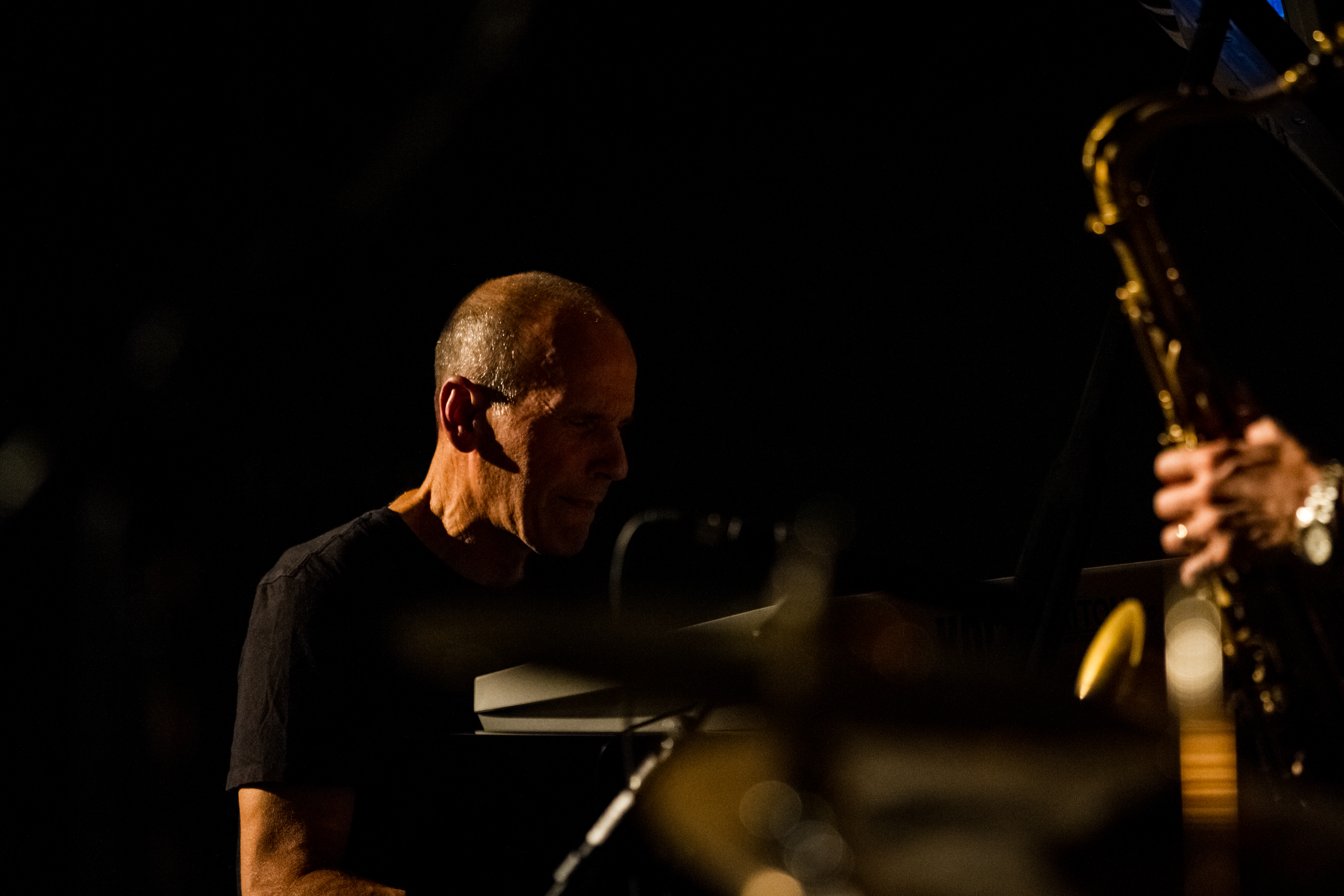
Russell Ferrante mit den Yellowjackets (2015 in Leverkusen)

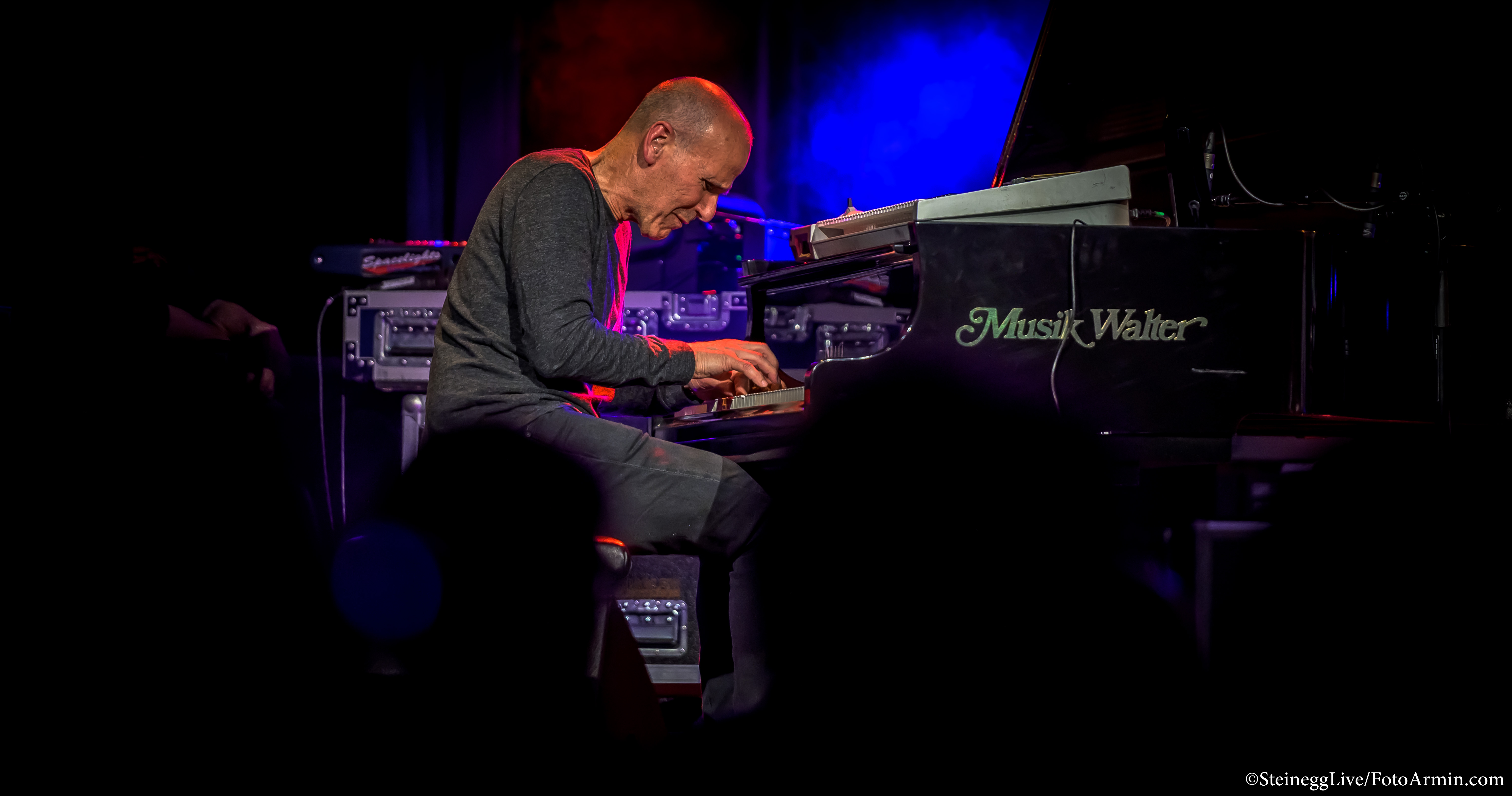
Russell Ferrante mit den Yellowjackets beim Steinegg Live Festival 2019

Russell Ferrante (* 18. Januar 1952 in San José, Kalifornien) ist ein US-amerikanischer Keyboarder des Fusionjazz, der insbesondere als Leiter der Yellowjackets bekannt geworden ist.

## Leben und Wirken
Russell Ferrante hatte ab dem neunten Lebensjahr Klavierunterricht und begann als Sänger und Pianist im Kirchenchor seines Vaters. Dann spielte er in R&B-Bands und war dann Mitglied der Gruppe von Robben Ford, die von 1973 bis 1975 die Begleitband von Jimmy Witherspoon war. Er war dann drei Jahre in San Francisco tätig, um dann 1978 gemeinsam mit Bassist Jimmy Haslip wieder bei Robben Ford zu spielen. 1980 gingen aus dieser Band die Yellowjackets, zunächst mit Drummer Ricky Lawson, hervor und legten ein Jahr später ein erstes Album vor. 1982 löste sich die Band auf und Ferrante arbeitete für Joni Mitchell. Nach einer Grammy-Nominierung formierten sich die Yellowjackets 1984 um ihn herum neu. Ferrante wirkte auch an Einspielungen von Sadao Watanabe, Bob Malach, Bobby McFerrin, Eric Marienthal, Lee Ritenour, Marilyn Scott, Take 6, Leni Stern, Chuck Loeb, Dave Samuels, der GRP Big Band, Carl Anderson und Peter O’Mara mit; er arbeitete auch mit Ernie Watts. 2021 legte Ferrante mit seinem Trio (mit Michael Valerio, Bass; Steve Schaeffer, Schlagzeug) das Album Inflexion (Blue Canoe Records) vof.
Ferrante gehört zum Lehrkörper der University of Southern California und leitet auch andernorts Workshops.

## Lexigraphische Einträge
- Martin Kunzler: Jazz-Lexikon. Band 1: A–L (= rororo-Sachbuch. Bd. 16512). 2. Auflage. Rowohlt, Reinbek bei Hamburg 2004, ISBN 3-499-16512-0.